# Lijst van Thaise autosnelwegen

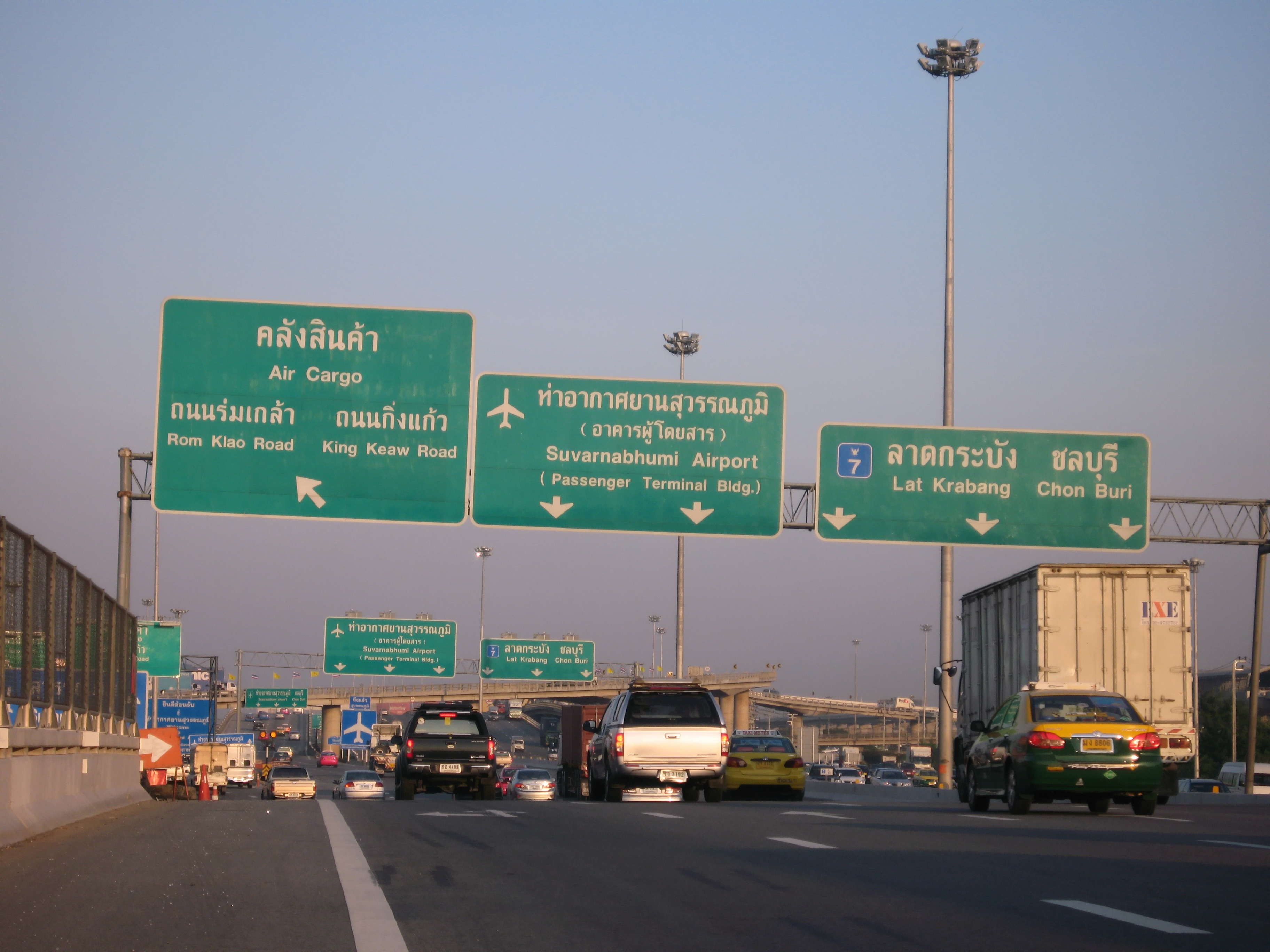
Thaise autosnelweg

Hieronder volgt een lijst van autosnelwegen (expressway -in Groot-Bangkok- (ทางพิเศษ, thang phiset) en motorway (ทางหลวงพิเศษ, thang luang phiset)) in Thailand. De eerste Thaise autosnelweg werd geopend in 1981.
| Autosnelwegen in Thailand                                  | Autosnelwegen in Thailand                                                 | Autosnelwegen in Thailand | Autosnelwegen in Thailand                                 |
| Officiële naam                                             | Alternatieve naam                                                         | Lengte                    | Uitbater                                                  |
| ---------------------------------------------------------- | ------------------------------------------------------------------------- | ------------------------- | --------------------------------------------------------- |
| Chaloem Maha Nakhon                                        | First Stage Expressway System                                             | 27,1                      | Expressway Authority of Thailand                          |
| Rama (viaduct boven de Nakhon Expressway)                  | -                                                                         | 2,5 (gepland 19 km)       |                                                           |
| Si Rat                                                     | Second Stage Expressway System                                            | 38,4                      | BEM                                                       |
| Prachim Ratthaya                                           | Si Rat–Outer Ring Road(West)                                              | 16,7                      | BEM                                                       |
| Don Mueang Tollway                                         | Uttaraphimuk Elevated Tollway                                             | 28,2                      | Don Mueang Tollway                                        |
| Chalong Rat                                                | Kanchanapisek–Ramindra–At Narong Expressway                               | 28,2                      | Expressway Authority of Thailand                          |
| Burapha Withi                                              | Bang Na (- Chonburi) Expressway                                           | 55,0                      | Expressway Authority of Thailand                          |
| Udon Ratthaya                                              | Bang Pa-in–Pak Kret Expressway                                            | 32,0                      | BEM                                                       |
| S1                                                         | Third Stage Expressway System, S1 section of At Narong–Bang Na Expressway | 4,1                       | Expressway Authority of Thailand                          |
| Motorway 6                                                 | Bang Pa-in–Nakhon Ratchasima Motorway                                     |                           | Department of Highways                                    |
| Motorway 7                                                 | Bangkok–Chonburi–Pattaya Expressway                                       | 149,3                     | Department of Highways                                    |
| Bangkok Outer Ring Road / Kanchanaphisek Road / Motorway 9 | Kanchanapisek Road                                                        |                           | Department of Highways / Expressway Authority of Thailand |
| Totaal                                                     | Totaal                                                                    | 560,0                     |                                                           |

Chaloem Maha Nakhon Expressway ·
Si Rat Expressway ·
Prachim Ratthaya Expressway ·
Don Mueang Tollway ·
Chalong Rat Expressway ·
Burapa Withi Expressway ·
Udon Ratthaya Expressway ·
S1 ·
Motorway 6 ·
Motorway 7 ·
Bangkok Outer Ring Road / Kanchanaphisek Road / Motorway 9